# Scorylo
Scorylo oder Scorylus war ein Anführer der Daker, der im 1. Jahrhundert v. Chr. oder (wahrscheinlicher) im 1. Jahrhundert n. Chr. lebte. Wie viel sich über ihn und seine Machtposition rekonstruieren lässt, ist in der Altertumswissenschaft umstritten. Die national geprägte Geschichtsforschung hat verschiedene Einzelinformationen in den antiken Quellen zu dem rekonstruierten Bild eines mächtigen dakischen Königs kombiniert. Als solcher habe Scorylo an der Spitze aller Daker gegen die Römer gekämpft und sei Vater des berühmten letzten Dakerkönigs Decebalus gewesen. Allerdings ist sehr unsicher, wie zuverlässig diese Quellen sind und ob sie sich überhaupt alle auf die gleiche Person beziehen. Entsprechend kritisch sieht die neuere Forschung solche Rekonstruktionsversuche. Genauso gut könnte es mehrere unterschiedliche Daker gegeben haben, auf die die einzelnen heute bekannten Quellenzeugnisse zurückgehen und von denen nur einer ein Feldherr oder Anführer mit dem Namen Scorylo war.

## Erwähnung bei Frontinus
Die einzige antike Quelle, die Scorylo eindeutig erwähnt, sind die Strategemata des römischen Senators Sextus Iulius Frontinus (ca. 35–103 n. Chr.). Bei diesem Werk handelt es sich um eine Sammlung von Kriegstaktiken und -listen. Frontinus bezeichnet Scorylo darin als „Anführer“ oder „Feldherr“ (lateinisch dux) der Daker. Er gibt eine Episode wieder, in der eine Gruppe von Dakern einen Angriff auf das Römische Reich plante, das gerade durch einen Bürgerkrieg geschwächt war. In dieser Situation soll Scorylo befürchtet haben, dass gerade der dakische Angriff die Römer dazu bewegen könnte, ihre inneren Streitigkeiten beizulegen – ein Gedanke, der in der modernen Forschung als kluge Einschätzung der außenpolitischen Situation bewertet wird.

“Scorylo, dux Dacorum, cum sciret dissociatum armis civilibus populum Romanum neque tamen sibi temptandum arbitraretur, quia externo bello posset concordia inter cives coalescere, duos canes in conspectu popularium commisit iisque acerrime inter ipsos pugnantibus lupum ostendit, quem protinus canes omissa inter se ira aggressi sunt: quo exemplo prohibuit barbaros ab impetu Romanis profuturo.”

„Als Skorylo, der Führer der Daker, zwar wußte, daß das römische Volk im Bürgerkrieg zersplittert war, aber dennoch nicht an den Erfolg eines Angriffs glaubte, weil sich durch einen auswärtigen Krieg die Bürger in Eintracht zusammentun könnten, hetzte er vor den Augen seiner Landsleute zwei Hunde aufeinander los, und während diese heftig miteinander kämpften, zeigte er ihnen einen Wolf, den die Hunde dann, ihren gegenseitigen Zorn vergessend, sofort angriffen. Durch dieses Beispiel hielt er die Barbaren von einem Überfall, der den Römern nur nützlich gewesen wäre, zurück.“

Der Verweis auf die politischen Konflikte in Rom bietet einen Ansatzpunkt zur Datierung des Geschehens und damit der Lebenszeit Scorylos. Als Kandidat für die erwähnte politische Auseinandersetzung auf römischer Seite wird einerseits der Ptolemäische Krieg (32–30 v. Chr.), andererseits das Vierkaiserjahr nach dem Tod Neros (69 n. Chr.) diskutiert – zweitere Option gilt tendenziell als wahrscheinlicher. Allerdings kursieren auch noch deutlich konkretere Hypothesen zum Hintergrund und der Lebenszeit Scorylos. Vielfach versuchte man nämlich in der früheren Forschung, aufgrund der verstreuten antiken Hinweise auf dakische Anführer eine durchlaufende Königsliste zu rekonstruieren, um die lange Tradition eines starken „rumänischen“ Nationalstaats zu beweisen. Daher hat man die einzelnen belegten Häuptlinge und Könige in eine chronologische Reihung zu bringen versucht und als aufeinander nachfolgende Angehörige einer dakischen Königsdynastie rekonstruiert. Daraus resultierend kursieren zu Scorylo teilweise recht präzise Regierungsdaten. All dies wird in der neueren Wissenschaft jedoch kritisch gesehen, nicht nur, weil sich die meisten dieser Personen ähnlich schwer datieren lassen wie Scorylo, sondern auch, weil es in der Zeit zwischen Burebista († um 44 v. Chr.) und Decebalus (König ab etwa 85 n. Chr.) vermutlich ohnehin kein geeinigtes dakisches Reich, sondern verschiedene voneinander unabhängige Stämme gab.

## Gleichsetzung mit Coryllus oder Cotiso
Eine deutlich spätere Quelle zu den Dakern und den mit ihnen eng verwandten Geten sind die Getica des römisch-gotischen Gelehrten Jordanes aus dem 6. Jahrhundert n. Chr. Jordanes beschreibt eine Abfolge von getisch-dakischen Königen aus den beiden Jahrhunderten um Christi Geburt. Dabei erwähnt er einen Coryllus als Nachfolger des Priesterkönigs Deceneus. Dieser Deceneus wird auch bei Strabon (63 v. Chr.–23 n. Chr.) erwähnt und muss demzufolge noch im 1. Jahrhundert v. Chr. gelebt haben. Nach dem Tod des Deceneus sei nun ein gewisser Coryllus zum Herrscher aufgestiegen und habe 40 Jahre über die Geter bzw. Daker geherrscht. Neben der Form „Coryllus“ finden sich in den mittelalterlichen Manuskripten, in denen die Getica überliefert sind, auch die Schreibweisen „Chorilus“ und „Corillius“. Bei dem Versuch, eine kontinuierliche dakische Königsliste zu rekonstruieren, wurde dieser getische Herrscher in der Forschung wiederholt mit dem bei Frontinus genannten Scorylo gleichgesetzt – die Schreibweise des Namens habe sich über die Jahrhunderte beim wiederholten Abschreiben verändert. Dieser Zusammenhang ist jedoch nicht zu beweisen und gilt mittlerweile auch als wenig wahrscheinlich, nicht zuletzt da die Angaben des Jordanes über diese Epoche allgemein sehr unzuverlässig sind.
Auch mit einem anderen bei Jordanes erwähnten dakischen König, Cotiso, wurde Scorylo teilweise gleichgesetzt, aber auch dies gilt mittlerweile als unplausibel.

## Inschrift auf einem Stempelabdruck

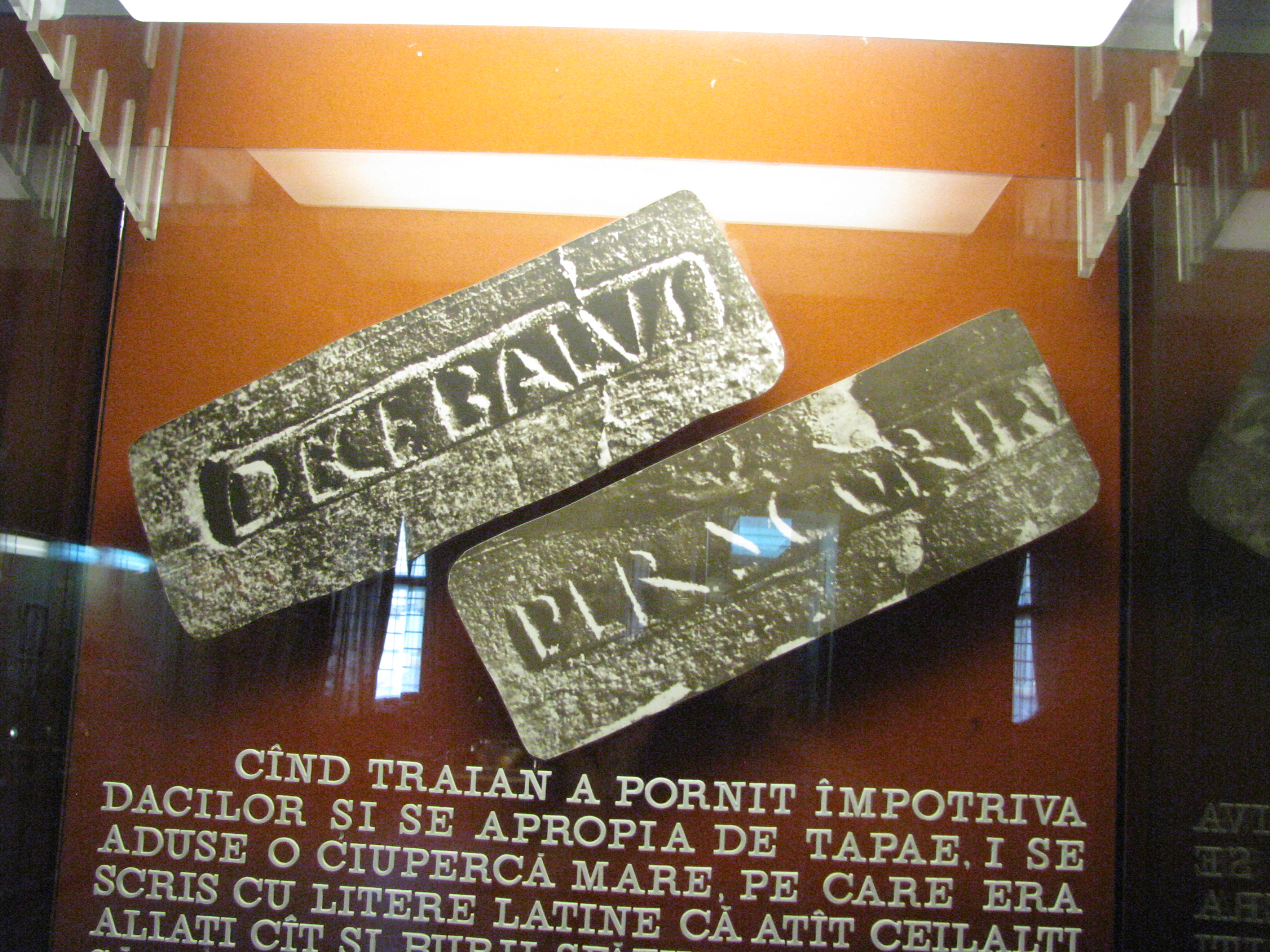
Stark vergrößerte Wiedergabe der beiden Stempel „Decebalus“ und „per Scorilo“ im Nationalmuseum der Union in Alba Iulia

Ein zeitgenössischer Beleg für den Namen „Scorilo“ ist ein Stempelabdruck auf einem Keramikgefäß, das in dem dakischen Hauptort Sarmizegetusa Regia gefunden wurde. In den Ton dieses Behältnisses wurden zwei Stempel eingedrückt, die jeweils in einer Kartusche einen kurzen Text in lateinischer Schrift, aber linksläufiger Schreibrichtung enthielten. Der eine Stempelabdruck lautet „Decebalus“, der andere „per Scorilo“.
Verschiedene Forscher haben spekuliert, dass mit Decebalus der – aus diversen Quellen gut belegte – letzte dakische König Decebalus gemeint sein könnte. Der Name Scorilo dagegen bezeichne den von Frontinus (und gegebenenfalls Jordanes) bekannten dakischen Anführer Scorylo und „per“ könne ein unbekanntes dakisches Wort für „Sohn des“ sein, das mit dem lateinischen puer („Kind“) verwandt ist. „Decebalus per Scorilo“ hieße dann übersetzt „Decebalus, Sohn des Scorylo“. Allerdings ist ein solches dakisches Wort für „Sohn“ oder „Kind“ nirgends belegt, während im Lateinischen „per“ eine sehr gebräuchliche Vokabel mit der Bedeutung „durch“ oder „über“ ist. Auch die Deutung der beiden Personennamen als Könige ist keineswegs gesichert. Angesichts der lateinischen Bedeutung von „per“ könnten die beiden Stempel zusammengenommen auch etwas wie „Decebalus, (hergestellt) von Scorilo“ oder „Decebalus, (hergestellt) für Scorilo“ bedeuten. Die beiden genannten Personen wären dann beispielsweise der herstellende Handwerker, der Besitzer der Werkstatt und/oder der Auftraggeber des Gefäßes.
Aufgrund der Interpretation als Vater des Decebalus wird Scorylo teilweise auch als der König betrachtet, unter dem die Daker nach längerer Zersplitterung wieder zu einem vereinigten Staatswesen zurückgefunden hätten. Da zur Begründung dieser Theorie all die genannten antiken Quellenzeugnisse benötigt werden, deren Zuverlässigkeit und inhaltliche Aussage sehr zweifelhaft sind, ist diese Einordnung jedoch nicht allgemein anerkannt.